# Corporación Fernández
Corporación Fernández S.A. es una Empresa Nacional, con sede en la ciudad de Guayaquil comercializadora, productora y procesadora de productos cárnicos y alimentos de consumo masivo en beneficio del bienestar y nutrición de sus clientes en armonía con el medio ambiente.
Mejora continuamente sus procesos para generar eficacia y eficiencia en su Sistema de Gestión, implementado Calidad, Buenas Prácticas de Manufactura y Pecuarias, Seguridad Alimentaria, Seguridad en el Medio Ambiente, Seguridad Industrial y Salud Ocupacional, además de mantener el compromiso con la Responsabilidad Social, la Satisfacción al Cliente y el cumplimiento de la legislación técnico legal vigente, siendo su base valores compartidos que caracterizan su Cultura Organizacional.
Corporación Fernández S.A cumple con su política y la socializa a sus partes interesadas, asignando los recursos económicos, técnicos y tecnológicos necesarios para contribuir al Desarrollo Organizacional.
Hasta el año 2020, la empresa tenía una facturación anual de 60 millones de dólares y contaba con más de 1000 trabajadores

## Historia
La empresa nació a principios de la década de los 90 en Guayaquil. Eugenio Férnandez, fundador y actual Presidente Ejecutivo de Corporación Fernández, se desempeñaba en esa época como carnicero en un pequeño local que abrió en las calles Pedro Pablo Gómez y Los Ríos. En 1995 amplió el establecimiento mediante un préstamo al ahora extinto Banco Continental.
En 2004 se constituyó legalmente la empresa bajo el nombre Avícola Fernández, pues en sus inicios solamente se especializaba en pollos y pavos. Con el tiempo la oferta de productos creció y pasó a incluir otros tipos de carnes, así como aderezos y productos alimenticios complementarios.
A finales de 2010, la empresa cambió su razón social por el de Corporación Fernández para reflejar la variedad de productos que comercializaba. En la actualidad la compañía procesa 1,800 toneladas de carne de res, 3,600 toneladas de pollo y 1,000 toneladas de carne de cerdo al mes.
Actualmente la base productiva de Corporación Fernández es una integración vertical que nace desde:
1)	La producción de maíz en zonas ancestralmente agropecuarias en Guayas y Santa Elena con base en un esquema de economía colaborativa con las comunas  
2)	El procesamiento del maíz, de la soya y otros insumos en su propia planta de balanceado donde preparan dietas dedicadas para cada etapa de crecimiento del animal;
3)	la selección de ejemplares bovinos, porcinos y aviares que expresen fácilmente su potencial cárnico en zonas costeras;
4)	la ética, protección y cuidado de los animales libres en ambientes controlados que maximizan su bienestar y potencian su productividad;
5)	el faenamiento bajo normas nacionales MABIO e internacionales como HACCP y;
6)	la producción y distribución de productos con los estándares BPM de Buenas Prácticas de Manufactura en total cadena de frío para ser comercializados a través su cadena de locales a nivel nacional

## Fernández
La empresa comercializa sus productos en su propia cadena denominada  Fernández (antes Avícola Fernández). Hasta el 2022, la Corporación Fernández  cuenta con más de 30 locales ubicados en distintas localidades (Guayaquil, Samborondón, Durán, Libertad, Playas, Milagro, Babahoyo, Quevedo).